# 我愛你！
《我愛你！》是一部2023年香港及中國大陸合拍的愛情劇情家庭電影，故事改编自姜草的2007年韩国（南韓）同名漫画。電影由韓延執導，倪大红和惠英红領銜主演，梁家辉和叶童特別演出；講述四位彼此相愛的老人在困苦的生活中掙扎，但仍不忘善待伴侶的故事。
《我愛你！》2023年6月9日登上第25屆上海国际电影节擔任開幕片；2023年6月21日在中國大陆上映，2023年8月3日在香港上映。電影在外界收穫的口碑以正面居多。

## 演員
| 演員   | 角色   | 簡介         |
| 倪大红 | 常为戒 |              |
| 惠英红 | 李慧如 |              |
| 梁家辉 | 谢定山 | （特別演出） |
| 叶童   | 赵欢欣 | （特別演出） |
| 成果   | 常小晴 |              |
| 盧秋萍 | 仇美灵 |              |
| 何佩瑜 | 常彩虹 |              |
| 崔嵩   | 谢唯德 |              |
| 牛丽燕 | 谢唯淼 |              |
| 劉亞津 | 孙广志 |              |

## 音樂
電影同名主題曲由中國歌手李健演唱、作词及作曲。

## 奬項
| 年份 | 颁奖典礼                             | 奖项                   | 入圍者       | 结果 |
| ---- | ------------------------------------ | ---------------------- | ------------ | ---- |
| 2023 | 第36屆中國電影金雞獎                 | 最佳女主角             | 惠英紅       | 提名 |
| 2023 | 第36屆中國電影金雞獎                 | 最佳女配角             | 葉童         | 提名 |
| 2024 | 中国电影导演协会2020年至2023年度表彰 | 年度女演员（2023年度） | 惠英红       | 提名 |
| 2025 | 第20届华表奖                         | 优秀故事片奖           | 《我爱你！》 | 獲獎 |
| 2025 | 第20届华表奖                         | 优秀女演员奖           | 惠英红       | 獲獎 |
| 2025 | 第20届华表奖                         | 优秀导演奖             | 韩延         | 提名 |

## 外部連結
- 我愛你！的新浪微博
- 互联网电影数据库（IMDb）上《我愛你！》的资料（英文）
- 豆瓣电影上《我愛你！》的資料 （简体中文）